# Campionati canadesi di sci alpino 1992
Ai Campionati canadesi di sci alpino 1992 furono assegnati i titoli di discesa libera, supergigante, slalom gigante, slalom speciale e combinata, sia maschili sia femminili.
Trattandosi di competizioni valide anche ai fini del punteggio FIS, vi parteciparono anche sciatori di altre federazioni, senza che questo consentisse loro di concorrere al titolo nazionale canadese.

## Risultati
| Specialità      | Uomini          | Donne              |
| --------------- | --------------- | ------------------ |
| Discesa libera  | Roman Torn      | Kerrin Lee-Gartner |
| Supergigante    | Reggie Crist    | Michelle McKendry  |
| Slalom gigante  | Thomas Grandi   | Michelle McKendry  |
| Slalom speciale | Rob Crossan     | Annie Laurendeau   |
| Combinata       | Brett Grabowski | Catherine Lussier  |